# Даньшин Микола Кузьмович
Даньшин Микола Кузьмович (нар. 2 квітня 1936, Стариця, Вовчанський район, Харківська область) — український фізик, професор Донецького інституту туристичного бізнесу, доктор фізико-математичних наук, головний науковий співробітник Донецького фізико-технічного інституту імені О. О. Галкіна НАН України, член Національного союзу журналістів України, науковий оглядач щотижневика «Всеукраїнська технічна газета», лауреат премії НАН України ім. К. Д. Синельникова.
Сфери наукових зацікавленостей: фізика магнетиків, магнітоакустика, магнітно-імпульсні впливи.